# Acidente do Canadair C-4 Argonaut da BOAC em 1956
O acidente do Canadair C-4 Argonaut da BOAC no Aeroporto de Kano em 1956 ocorreu em 24 de junho de 1956, quando um avião Canadair C-4 Argonaut de quatro motores da British Overseas Airways Corporation (BOAC) de prefixo G-ALHE colidiu com uma árvore na partida do Aeroporto de Kano na Nigéria, três tripulantes e 29 passageiros morreram.

## Acidente
Às 17:21, o argonauta partiu da pista 25, no Aeroporto de Kano, a caminho de Trípoli, na Líbia. O voo era de Lagos para Londres e havia feito uma parada programada em Kano. Estava chovendo assim que a aeronave alcançou 250 ft (76,2 m) quando a aeronave começou a perder altura. O piloto aplicou força total, mas a aeronave continuou descendo até atingir uma árvore cerca de 1+1/2 mi (0,806 km) a partir do final da pista. Três dos sete tripulantes e 29 dos 38 passageiros morreram no acidente, dois tripulantes e dois passageiros ficaram gravemente feridos.

## Investigação
Uma equipe do Ministério dos Transportes e Aviação Civil do Reino Unido e da BOAC voou de Londres no dia 25 de junho em um Canadair Argonaut fretado para ajudar na investigação. A equipe de investigação nigeriana de quatro pessoas foi liderada pelo diretor de aviação civil.

## Relatório de inquérito
A Junta de Inquérito concluiu: “O acidente foi o resultado de uma perda de altura e velocidade do ar causada pela aeronave encontrar, a aproximadamente 250 ft (76,2 m) após a decolagem, uma célula de tempestade imprevisível que causou uma reversão repentina da direção do vento, chuva forte, e possíveis condições de fluxo descendente. A formação da célula não poderia ter sido prevista pelo meteorologista no aeroporto de Kano, nem era visível ao piloto em comando antes da decolagem. Nas circunstâncias, nenhuma culpa pode ser atribuída ao piloto em comando pela decolagem.”
O relatório também recomendou que a Organização da Aviação Civil Internacional considerasse urgentemente investigar os riscos especiais para aeronaves inerentes à decolagem ou aterrissagem nas proximidades de tempestades.

## Citações
1. 1 2 3 4 5 6  
«Civil Aviation Authority» (em inglês). 1974: 10/56
2. 1 2  
«Air Crash in Nigeria Argonaut With 45 on Board, Many Casualties, Craft Bound For London». The Times (em inglês) (53566). 25 de junho de 1956. p. 8
3. 1 2  
«Death Roll Now 30 in Nigeria Air Disaster». The Times (em inglês) (53567). 26 de junho de 1956. p. 10
4. 1 2  
«Kano Crash Caused By Thunderstorm Sudden Reversal of Wind». The Times (em inglês) (53598). 1 de agosto de 1956. p. 7